# Sergi Gómez
Artikeln följer den spanska namnseden; faderns efternamn är Gómez och moderns efternamn Solà.
Sergi Gómez Solà, född 28 mars 1992, är en spansk fotbollsspelare som spelar för Espanyol.

## Karriär
Den 23 juli 2018 värvades Gómez av Sevilla. Den 28 juli 2021 värvades Gómez av Espanyol, där han skrev på ett treårskontrakt.